# Аграрно-промишлен комплекс
Аграрно-промишлените комплекси (АПК) и промишлено-аграрните комплекси (ПАК) са стопански организации в Народна република България, обединявали селскостопански кооперативни и държавни предприятия.
Създаването на АПК и ПАК е част от усилията на тоталитарния комунистически режим да преодолее стопанската стагнация чрез концентрация на предприятията в процес, успореден на създаването на държавни стопански обединения в промишлеността. Основен инициатор на идеята е секретарят на ЦК на БКП Иван Пръмов. Тя е обсъждана от ръководството на Българската комунистическа партия през лятото на 1968 г., когато са създадени 5 експериментални АПК, и е наложена в целия селскостопански сектор през 1970 г.
През 1970 – 1971 година съществуващите дотогава 744 трудови кооперативни земеделски стопанства (ТКЗС) и 56 държавни земеделски стопанства са обединени под ръководството на 161 аграрно-промишлени и промишлено-аграрни комплекси, като първоначално запазват своята организационна самостоятелност. Всяко АПК има средно по 6500 служители и обработва по 27,4 хиляди хектара.
От 1975 г. е отнета икономическата самостоятелност на ТКЗС и те са превърнати в производствени стопанства към АПК – по едно за населено място (град или голямо село) или за няколко съседни села. В началото на 1980-те години производствените стопанства са преименувани на производствени бригади, което води до още по-голяма централизация на управлението и отчуждение на кооператорите и работниците. Постепенно изборът на председатели на стопанствата (бригадите) от кооператорите и работещите е изместен от назначаването.
През септември 1988 г. е направена нова реформа в селското стопанство. За тази цел Тодор Живков внася докладна записка в Политбюро за преустройство на модела на селското стопанство, в което се въвежда акордната система на работа, според която земеделската земя се дава срещу заплащане на наем на частни собственици, които се задължават да изработят дадено количество продукция за определено време. Тази система действа съгласно наредбите на постановление 35 от юни 1987 г. за частната стопанска инициатива. АПК от 29 септември 1988 г. се преобразуват от производствени единици в единици за внедряване на технологии на научно-техническия прогрес и електронизацията, като за последната е създадено специално обединение „Агрохрансистем“.